# Geneta
Geneta är en stadsdel i västra delen av tätorten Södertälje i Stockholms län.  
Stadsdelen ligger i Västertälje distrikt i Södertälje kommun. Geneta gränsar till Ronna i norr och Blombacka i öst. Geneta ligger på ett avstånd om cirka 3 kilometer från Södertälje centrum.

## Infrastruktur

### Transporter
Geneta trafikeras av flera busslinjer från Storstockholms Lokaltrafik (SL) så som linje 747 som kör Scaniarinken till Liljeholmen och 752 som kör Lina Hage (Kakelvägen) till Hovsjö (Hovsjöskola). Linje 756 kör mellan Scaniarinken och Östertälje Station via Köpmangatan och äventyrsbadet  Sydpoolen. Linje 777 som kör Klockarvägen till Södertälje syd via Södertälje Centrum Västra, där anslutning finns till pendeltåg. Buss 758 kör Scaniarinken till Östertälje Station via Södertälje Centrum, där anslutning finns till pendeltåg..
Geneta är omgärdad av ett par större vägar och gator, så som till exempel Klockarevägen i väster och Genetaleden i söder, vilken även är en del av den stora europavägen E20.

### Utbildning
I Geneta finns de kommunala skolorna grundskolan Wasaskolan, Pumpans förskola, Skeppets förskola samt Svingelns förskola, samt den privata grundskolan Kringlaskolans akademi.
Wasaskolan i Geneta är en  kommunal skola för årskurserna F-9 med en internationell profil, där undervisningen i vissa klasser har skett på engelska. Wasaskolan har även grundsärskoleklasser för årskurser 7-9.

## Befolkning

### Demografi
En betydande del av befolkningen i Geneta tillhör den assyriska/syrianska folkgruppen och deras svenskfödda barn, vilka har sitt ursprung i stor utsträckning i Syrien, samt andra länder i Mellanöstern. Dessa kom sedan i början av 1970-talet att i ökande skala söka asyl och invandra till Sverige, varefter många av dem sedermera kom att i en stor utsträckning bosätta sig i Södertälje och i Geneta. 
Geneta är ett område med hög brottslighet och med betydande sociala problem och är av polisen klassat som ett "särskilt utsatt område".

### Religion
Den del av Genetas befolkning med ursprung inom den assyriska/syrianska folkgruppen tillhör ofta den syrisk-ortodoxa kyrkan och i Geneta återfinns bland annat Sankt Efraims syrisk-ortodoxa domkyrka, vilken invigdes år 1983, samt dess tillhörande kapell, som invigdes år 1988.
Även Svenska kyrkan finns i Geneta, den ingår i Södertälje församling och i Geneta finns bland annat Sankt Mikaels kyrka som ligger i Geneta centrum.

## Kultur

### Arkitektur
Bebyggelsen i Geneta präglas till stor del av bostadshus uppförda under miljonprogrammet, vilka byggdes åren 1968–1971. Många av dessa är flerfamiljshus bestående av hyresrätter, vilka förvaltas till stor del av det allmännyttiga bostadsbolaget Telge Bostäder, helägt av Södertälje kommun. I övrigt finns även det privatägda bostadsbolaget Ivarbo som också har ett ansenligt fastighetsbestånd i Geneta med flerfamiljshus med hyresrätter i Geneta.

### Sport
I Geneta återfinns bland annat Södertälje fotbollsarena, AXA Sports Center, Scaniarinken och Wasahallen.

## Bildgalleri

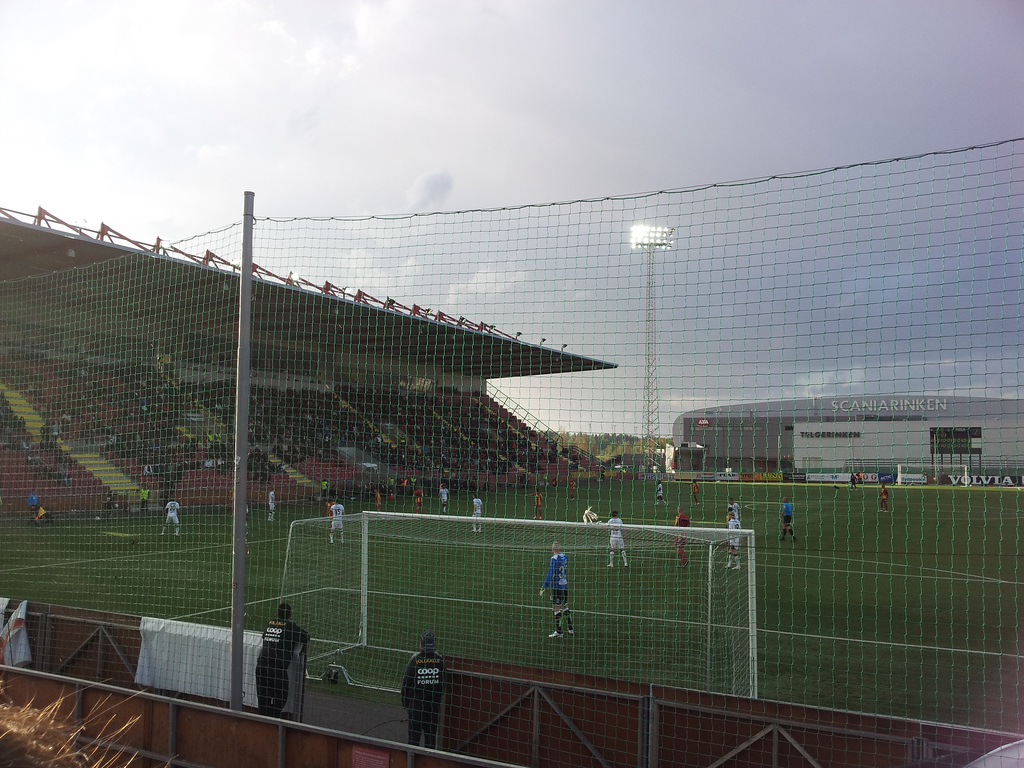
Södertälje fotbollsarena i Geneta.
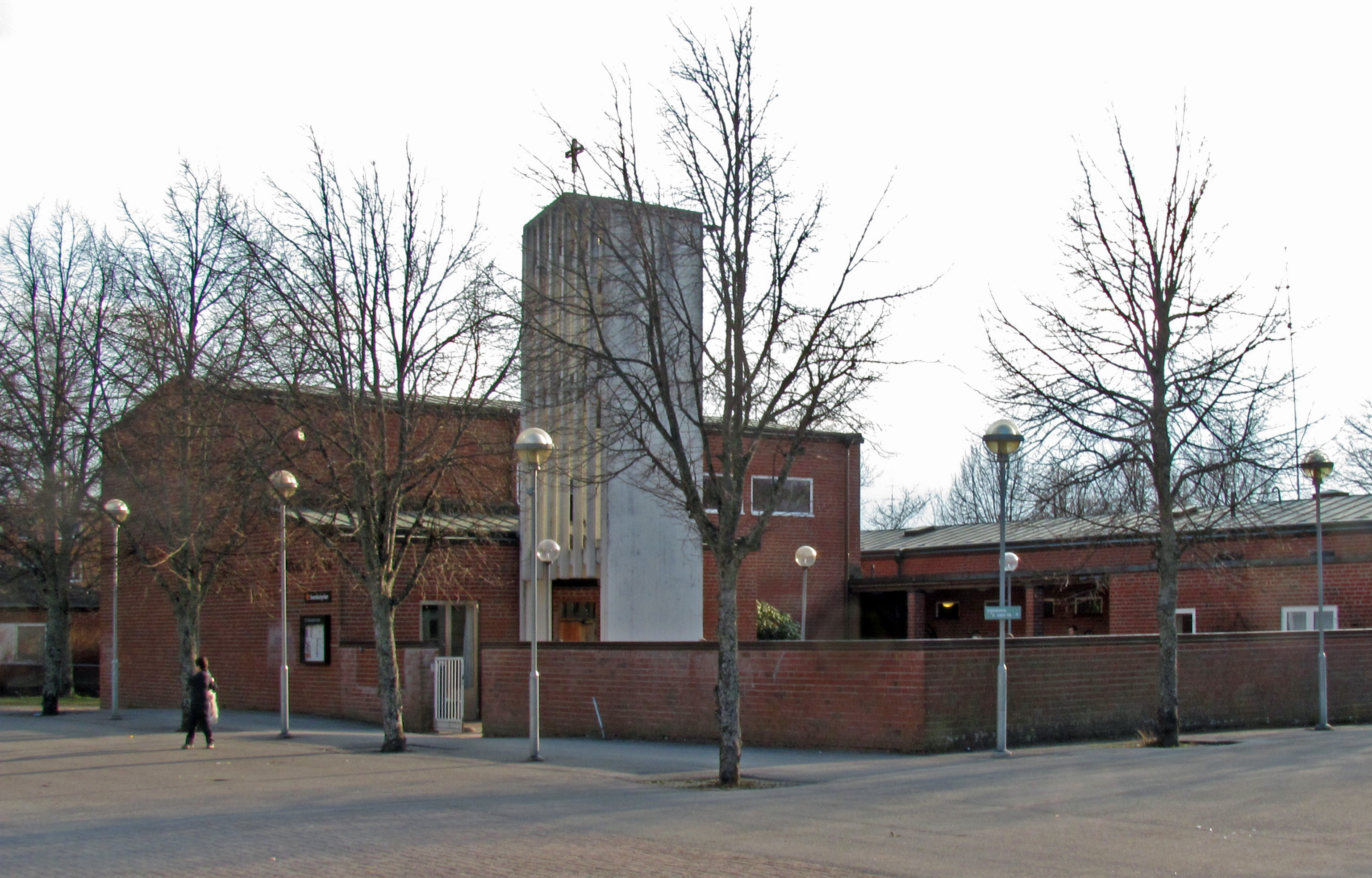
Sankt Mikaels kyrka i Geneta.
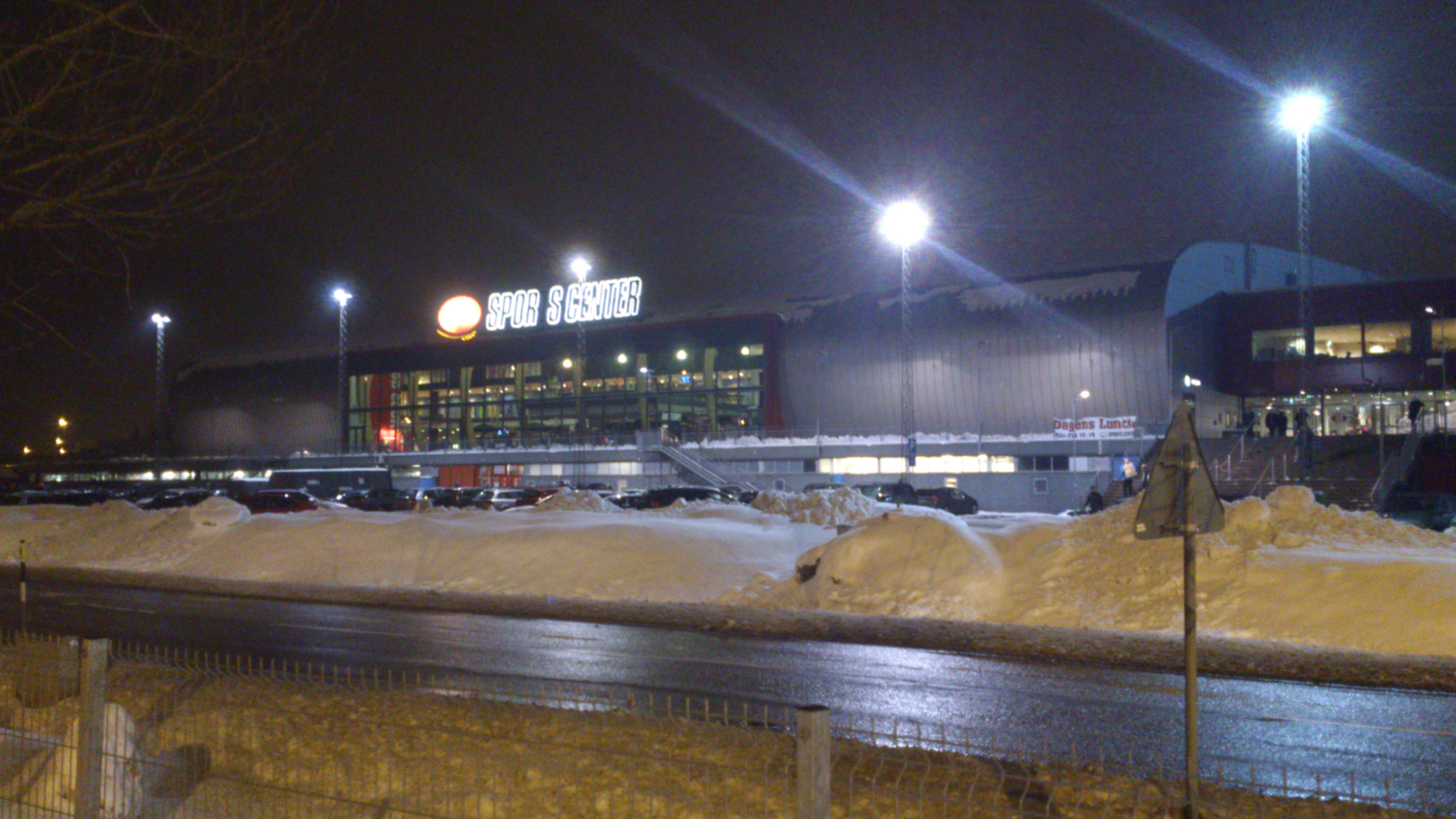
Scaniarinken i Geneta.